# NGC 51
NGC 51 es una galaxia lenticular localizada en la constelación de Andrómeda. Tiene un diámetro de 90 000 años luz. La galaxia fue descubierta el 7 de septiembre de 1885 por Lewis Swift, quien la describió como "bastante débil, bastante pequeña, redonda, brillante".